# Mailáth József
Székhelyi gróf Mailáth József Antal Béla Győrő István (másként: Majláth) (Pécs, 1858. április 11. – Ófehértó, 1940. április 2.) szociológus, orgonista, zeneszerző, valóságos belső titkos tanácsos, császári és királyi kamarás, Nagy-Küküllő vármegye főispánja, a főrendiház tagja.

## Élete
A főnemesi származású székhelyi Majláth család sarja. Apja székhelyi Mailáth György (1818–1883), országbíró, anyja Prandau-Hilleprand Stefánia (1832-1914) bárónő volt. Tanulmányait Budapesten az I. kerületi főgimnáziumban (I-III. osztályok), Sopronban (V-VIII.) és a bécsi Theresianumban, a jogot az I. és II. évben a bécsi, a III. és IV. a budapesti egyetemen végezte. Az önkéntesi évet Győrött töltötte a 11. huszárezrednél, melynek hadnagya lett; később tartalékos honvédhuszár főhadnagy.
1885-ben többi testvéreivel együtt grófi méltóságot és ennek alapján főrendiházi tagságot nyert. 1886-ban nőül vette Széchenyi Pál gróf, volt miniszter leányát, Máriát. Övé volt a Zemplén megyei perbenyiki (nagybátyjától, gróf Mailáth Antaltól örökölt) hitbizományi birtok. Zemplén vármegye tiszteletbeli főjegyzői tisztét is betöltötte. Mint zeneszerző is működött és szerzője több kedvelt zongoradarabnak. Az ezredéves kiállítás alkalmával mint vízépitészeti csoportbiztos a Lipót-rend lovagkeresztjét nyerte. Tagja volt a képviselőház közgazdasági és közlekedési bizottságának. Nagy munkásságot fejtett ki a közgazdasági ügyekben és a vízügyekkel behatóan foglalkozott. Elnöke volt a bodrogközi tisza-szabályozási társulatnak és tagja a budapesti tiszai központi bizottságnak, a tiszai társulatok közös nyugdíjintézetének, a felső-tiszai vármegyék hitelszövetkezetei szövetségének. A népnek az egész országban a Néplappal és közérdekű füzetekkel való ellátásra anyagilag sokat áldozott, hogy a rossz irányú népirodalmi termékeket kiküszöbölje. A Bodrogközön hitel- és fogyasztási szövetkezeti hálózatot hozott létre, mely szép eredménnyel működött; több mint 50 000 forint költséggel Bodrogköz székhelyén Királyhelmecen egy hasonszenvi kórházat épített. Felesége elnöklete alatt a Bodrogközön megalakult nőegyesület nagy arányú, az összes bodrogközi szegények és különösen az iskolák és tanulók segélyezését felölelő működését szintén rendkívüli áldozatkészséggel mozdította elő, a házi ipart is meghonosította néhány községben. 1926. május 5-én a Magyar Tudományos Akadémia igazgatósági tagja lett. Elhunyt Ófehértón 1940. április 2-án, örök nyugalomra helyezték 1940. április 5-én Perbenyiken.
Cikkei a Budapesti Szemlében (1882. A két kamarai rendszerről, 1892. Gróf Széchenyi István emlékezete); a Zemplén munkatársa.

## Házassága és leszármazottjai
Budapesten vette el 1886. június 10-én sárvár-felsővidéki gróf Széchényi Mária Franciskát (1863–1932), akinek szülei gróf Széchényi Pál miniszter és gróf csíkszentkirályi és krasznahorkai Andrássy Erzsébet (1840–1926) voltak. Házasságukból öt gyermek született:
- Gróf Mailáth Erzsébet (1889–1980)
- Gróf Mailáth Stefánia (1891–1952), sztankováni Sztankovánszky Pál (1890–1945) felesége
- Dr. gróf Mailáth József (1895–1939) jogász
- Gróf Mailáth Mária (1897–1963), széki gróf Teleki Béla (1896–1969) Zala vármegye főispánja felesége
- Gróf Mailáth Pál (1899–1983)

## Munkái
- A bodrogközi Tiszaszabályozás rövid ismertetése. Kassa, 1886
- A rómaiak befolyása az emberiség művelődésére. Előadás a zemplénmegyei orvos-gyógyszerész-egylet ismeretterjesztő estélyén 1887. nov. 13. Sátoralja-Ujhelyben (Megjelent a Zemplénben is.)
- A tiszai törvényjavaslatok ismertetése. uo., 1889
- Die Monographie der Bodrogközer Theissregulirungs-Genossenschaft 1846-1896. Herausgegeben von ... Präsident der Genossenschaft. Bpest, 1897
- Társadalmi programm. uo., 1898 (A magyar gazdaszövetség kiadása. Neve Majláthnak írva.)
- Az úgynevezett «Független Szocialismus», különös tekintettel a Bodrogközre. Sátoralja-Ujhely, 1898 (Különny. a Zemplénből.)
- A városba özönlés és a falusi tűzhely védelme. uo., 1899
- A socialis kérdés és a falusi jólét emelése. uo., 1899
- A kivándorlásról. Bpest, 1901
- Élményeim és tapasztalataim a háború alatt. Bpest, 1928